# Ernst-Hellmut-Vits-Preis
Der Ernst-Hellmut-Vits-Preis zeichnet Wissenschaftler für in der Regel deutschsprachige, einzelne Beiträge und Lebenswerke aus, durch die Wege zur geistigen und materiellen Verbesserung des Lebens gewiesen werden.
Er ist mit 20.000 Euro dotiert und wird seit 1970 alle zwei Jahre von der Universitätsgesellschaft Münster (vormals: Gesellschaft zur Förderung der Westfälischen Wilhelms-Universität Münster) verliehen. Die Beiträge werden abwechselnd aus dem Bereich der Naturwissenschaften/Medizin und der Geisteswissenschaften ausgewählt. Vorschlagsberechtigt sind die Deutsche Forschungsgemeinschaft, die Max-Planck-Gesellschaft, der Stifterverband für die Deutsche Wissenschaft, jeder Fachbereich der Universität Münster sowie der Vorstand und das Kuratorium der Universitätsgesellschaft Münster.
Der Preis wurde aus Anlass des 50-jährigen Bestehens der Gesellschaft im Jahr 1968 vom Vorstand beschlossen und 1970 erstmals vergeben. Er ist nach dem langjährigen Vorsitzenden Ernst Hellmut Vits benannt.

## Preisträger
- 1970: Adolf Butenandt – Biochemie und Molekulargenetik
- 1972: Alfred Müller-Armack – Wirtschaftstheorie und Politik
- 1974: Wolfgang Gentner – Kern- und Strahlenphysik;
0000: Bernhard Rensch – Zoologie
- 1976: Hans Albert – Wirtschafts- und Sozialwissenschaft
- 1978: Hans Kuhn – Physikalische Chemie und Evolutionstheorie
- 1980: Carl Friedrich von Weizsäcker – Physik und Naturphilosophie
- 1982: Ludwig Demling – Innere Medizin, Gastroenterologie
- 1983: Erika Simon – Archäologie;
0000: Karl Stackmann – Germanistik
- 1986: Peter Starlinger – Genetik, Transpositionsforschung
- 1988: Ernst-Joachim Mestmäcker – Ausländisches und internationales Privatrecht
- 1990: Otto D. Creutzfeldt – Biophysikalische Chemie, Neurobiologie;
0000: Erwin Neher – Biophysikalische Chemie, Membranbiophysik;
0000: Bert Sakmann – Medizinische Forschung, Zellphysiologie
- 1996: Harald Weinrich – Romanistik, Germanistik
- 1998: Herbert Walther – Physik
- 2000: Günther Patzig – Philosophie
- 2002: Wolf Singer – Neurobiologie
- 2004: Christian Meier – Alte Geschichte
- 2006: Manfred T. Reetz – Organische Chemie
- 2008: Renate Mayntz – Gesellschaftsforschung, Gesellschaftstheorie
- 2010: Stefan Hell – optische Mikroskope mit Nanometer-Auflösung
- 2012: Dietmar Willoweit – Rechtsgeschichte
- 2014: François Diederich – Organische Chemie
- 2016: Martin Hellwig – Wirtschaftswissenschaften
- 2018: Peter H. Seeberger – Kolloidchemie
- 2020: Ute Frevert – Geschichte der Gefühle
- 2022: Stefan H. E. Kaufmann – Infektionsbiologie
- 2024: Gertrude Lübbe-Wolff – Rechtswissenschaften[3]